# Giấm

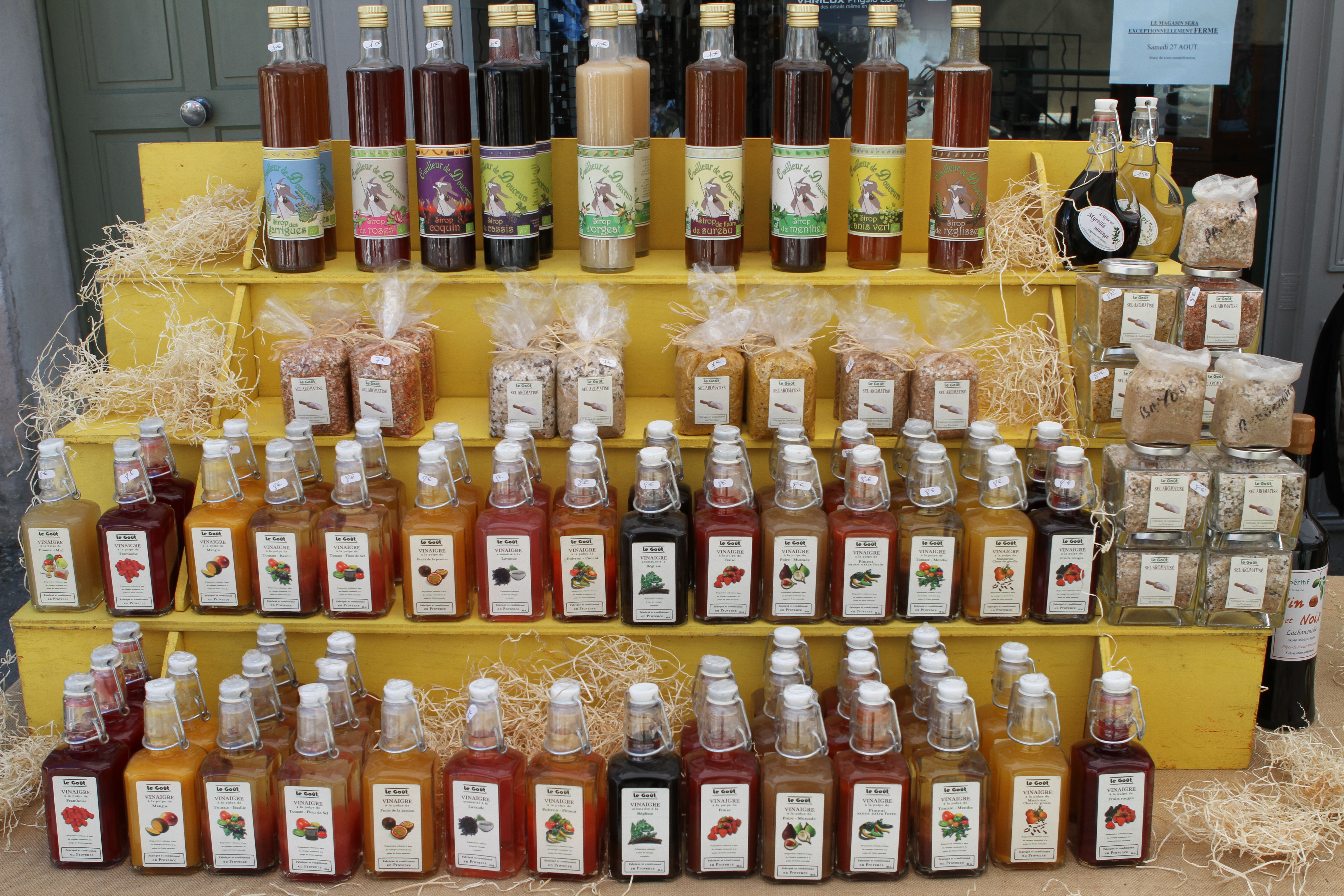

Giấm là một chất lỏng (dung dịch) có vị chua, được hình thành từ sự lên men của rượu etylic. Thành phần chính của giấm là dung dịch acid acetic (CH3COOH) có nồng độ khoảng 2%-5%. Từ xưa, giấm đã là một thành tố quan trọng và được sử dụng nhiều trong các nền ẩm thực châu Á, châu Âu.

## Lịch sử

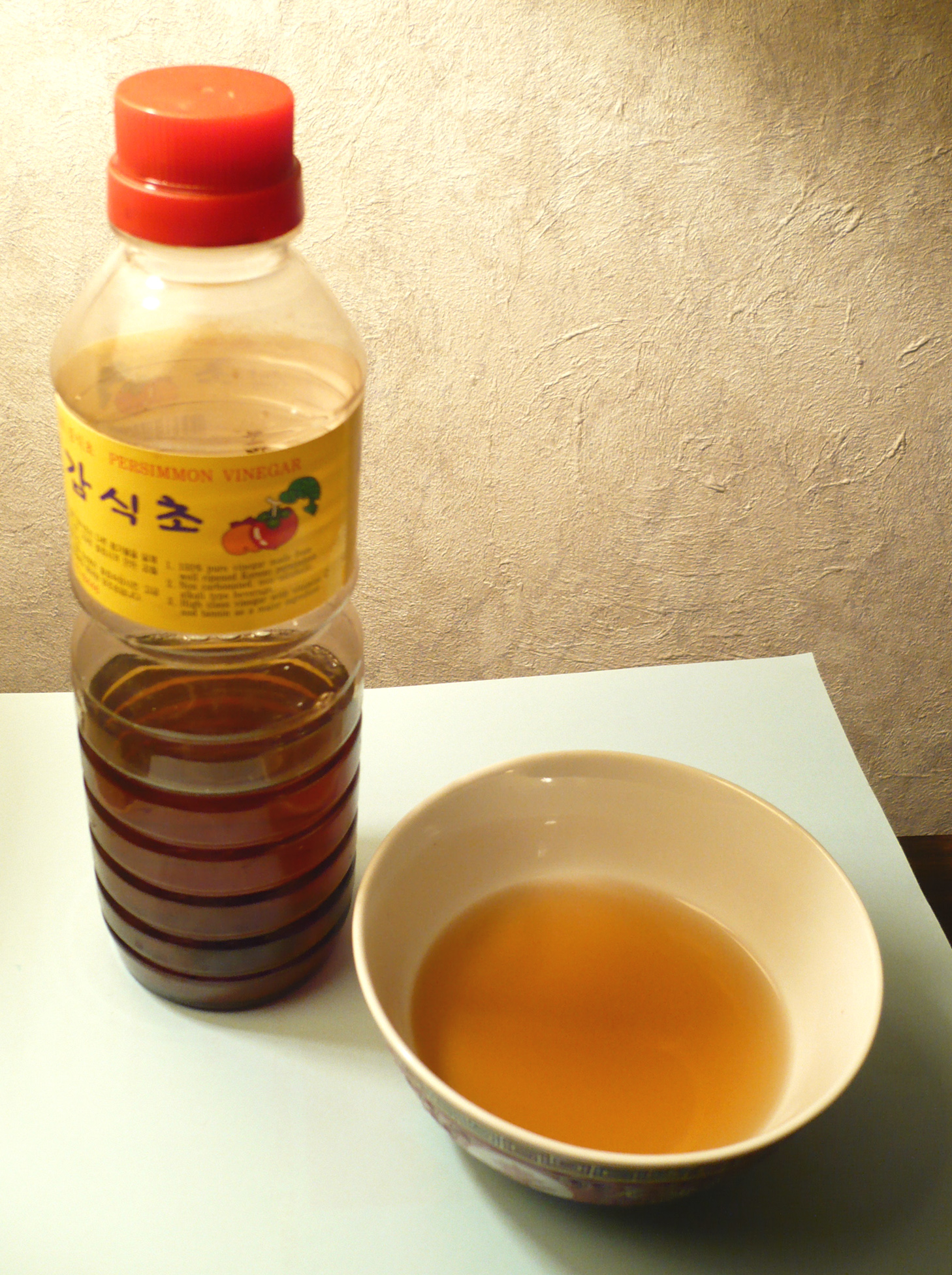
Một chai giấm Hàn Quốc

Loài người đã biết chế tạo và sử dụng giấm từ hàng ngàn năm trước. Khoảng 5000 năm trước Công Nguyên, người Babylon đã biết dùng quả chà là để làm rượu và giấm. Vết tích của giấm đã được tìm thấy ở Ai Cập cổ đại từ 3000 năm trước Công Nguyên. Theo sự tích Thần Nông, giấm cũng được tìm thấy ở Trung Quốc từ đời nhà Hạ, 2000 năm trước Công Nguyên. 500 năm trước Công Nguyên, ở Hy Lạp, Hippocrates, người được xem là cha đẻ của ngành y học hiện đại, đã dùng giấm làm từ nước táo hòa với mật ong để trị những bệnh ho và cảm lạnh.
Trong Thánh kinh Công giáo, giấm được miêu tả như là thứ gì đó không "vui", nhưng Boaz cũng cho phép Ruth được chấm mẩu bánh mì của cô ấy vào giấm. Chúa Giê Su khi bị đóng đinh trên thập tự giá 2000 năm trước cũng được dâng giấm (Matthew 27:48; Mark 15:36). Trong truyền thống Hồi giáo cũng được kể giấm là một trong 4 gia vị thích nhất của tiên tri Muhammad, ông gọi đó là gia vị được ban phước ("blessed seasoning").
Năm 1864, Louis Pasteur đã chứng minh giấm là kết quả từ một quá trình lên men tự nhiên.

## Hóa học
Sự chuyển hoá ethanol (CH3CH2OH) và oxy (O2) thành axít axetic (CH3COOH) xảy ra theo phản ứng hóa học sau:
CH3CH2OH + O2 → CH3COOH + H2O

## Phân loại
Giấm thường được phân loại bằng nguyên liệu và màu sắc.

#### Giấm gạo
Giấm gạo được làm từ rượu gạo hay rượu nếp, đôi khi cũng dùng cả gạo lứt. Loại giấm này được dùng rộng rãi ở các nước châu Á như Hàn Quốc, Nhật Bản,Thái Lan, Việt Nam,... Giấm gạo có thể có màu trong suốt, vàng nhạt, đỏ hay đen.
Giấm trắng có màu trong suốt đến vàng nhạt thường được làm từ rượu gạo. Đây là loại thông dụng nhất, được dùng ở hầu hết các nước châu Á. Nó có nồng độ axit axetic cao nhất trong các loại giấm gạo.
Giấm đỏ được làm từ gạo Hồng do có mùi vị đặc trưng nhưng ít chua hơn giấm trắng. Loại giấm này được sản xuất ở Trung Quốc nên được đồng bào ta gọi là giấm Tiều hay giấm Tàu. Ở Việt Nam, giấm đỏ là một loại gia vị không thể thiếu trong những tiệm mì do người Việt gốc Hoa làm chủ.
Giấm đen được làm từ gạo nếp than ít chua hơn cả giấm đỏ, nhưng có mùi vị nồng hơn. Loại giấm được dùng phổ biến ở miền nam Trung Quốc để ướp thức ăn và làm nước chấm.

### Giấm vải thiều
Vải thiều là loại quả giàu giá trị dinh dưỡng. Ở Việt Nam, vải thiều được trồng ở nhiều nơi như Hải Dương, Quảng Ninh, Lục Ngạn, Bắc Giang là nơi mà cây vải thiều cho ra những trái vải thơm ngon nhất. Chị Bạch Kim Ngân (thị trấn Chũ, Lục Ngạn, Bắc Giang) đã sáng tạo ra cách làm giấm từ loại vải tại đây.
Giấm vải thiều Lục Ngạn không chỉ được người dân trong nước sử dụng mà còn được xuất khẩu sang 15 nước trên thế giới. Ngoài ra ở Malaysia có một hãng chuyên làm giấm chiết xuất từ vải mang tên Lo Hong Ka.

### Giấm táo
Giấm táo được làm từ nước táo cho lên men thành rượu, sau đó thành giấm. Giấm thường có màu vàng nhạt. Kinh nghiệm dân gian ở Mỹ cho rằng giấm táo có khả năng trị được bách bệnh, tuy nhiên chưa có bằng chứng khoa học nào xác định được điều này.

### Giấm nho
Giấm nho được làm từ rượu vang (rượu nho). Loại giấm này có màu vàng nhạt hay đỏ, tùy thuộc vào màu sắc của rượu vang. Loại giấm này được phổ biến ở vùng Địa Trung Hải, nơi sản xuất nhiều rượu vang.

### Giấm rượu vang
Giấm rượu vang được làm từ vang đỏ hoặc vang trắng, nó là loại giấm được sử dụng phổ biến nhất ở Nam và Trung Âu, Síp và Israel. Vì có rượu, nên có phạm vi chất lượng rất đa dạng. Giấm rượu vang chất lượng tốt hơn được chứa trong gỗ và lên men lên đến hai năm, và có hương vị ngọt dịu. Giấm rượu vang thường có độ axít thấp hơn các loại giấm trắng và giấm cider. Những loại giấm rượu vang đắt tiền hơn được làm từ các loại rượu vang như sâm panh, sherry, hoặc pinot gris.

## Công dụng và tác hại của việc uống giấm
Giấm được dùng nhiều trong ẩm thực. Giấm được gia vào thức ăn, nước chấm để tạo vị chua. Giấm còn được dùng để muối chua rau quả (ví dụ như kimchi) nhằm để tồn trữ được lâu hơn. Ngoài ra, tính sát trùng nhẹ của giấm được sử dụng trong việc tẩy rửa.
Ngoài ra, giấm cũng được dùng nhiều trong y học với công dụng làm giảm mức độ đau rát của những vết bỏng hay vết rộp do tiếp xúc với nước sôi, những chất gây bỏng và nắng nóng .
Một số người uống giấm để giảm cân nhưng đó là điều vô cùng dại dột. Đây được coi như giết chết bản thân mình, gây loét và ung thư dạ dày.
Theo lương y Vũ Quốc Trung, "giảm cân bằng giấm chỉ là đồn đại", phi khoa học và đang tự giết mình. Ông Trung phân tích, bình thường giấm là một gia vị, kích thích ngon miệng khi ăn với một lượng nhỏ. Nhưng những người lạm dụng nó, sử dụng để giảm cân thì giấm rất độc.
Giấm ăn là axit acetic, khi đưa vào cơ thể một lượng lớn, đều đặn sẽ khiến dạ dày, đường ruột bị bào mòn. Nó cũng giết chết các men tiêu hóa, làm người không còn muốn ăn. Tùy theo người uống nhiều hay uống ít mà sẽ có mức độ ngộ độc khác nhau. Lương y Trung khẳng định nếu uống nhiều sẽ làm cho độ pH trong cơ thể giảm, sẽ tác động xấu lên hệ thần kinh, làm hại dạ dày, phổi, thận...